# Сан-Джорджіо-ін-Велабро
Церква святого Юрія у Велабро (лат. ecclesia sancti Georgii in Velabro) — церква у Римі, присвячена святому Юрію (Георгію) Змієборцю. Базиліка знаходиться на тому місці, болоті Велабро (лат. velabrum), де за легендою, Фаустул знайшов Ромула і Рема. Присвячена Георгія Побідоносцю, римському воєнначальнику з Каппадокії, страченому при імператорі Діоклетіані (303 рік). Реліквії святого: голова і меч перебувають під головним вівтарем, виконаним в стилі косматеско. Відомі фрески в конхі абсиди, приписується П'єтро Кавалліні або Джотто.

## Назва
- італ. Chiesa di San Giorgio in Velabro

## Історія
Під час археологічних розкопок 1923—1925 років під правою навою були виявлені залишки кам'яної будови II—III століть нової ери. У V—VI століттях це будівля була значно розширена і стала дияконією — монастирем, ченці якої займалися наданням допомоги бідним і знедоленим. На рівні 30 см нижче підлоги сучасного храму виявлені залишки первісної церкви, приміщень для зберігання зерна, розміщення бідних, а також келій ченців. Сучасна базиліка була побудована на місці першої дияконії в правління папи Лева II (682—683 роки). Збережені письмові свідчення, що зв'язують цього папу з будівництвом Сан Джорджіо, належать лише до XI століття, але дослідження стін церкви підтвердили, що кладка більшої частини фасаду дійсно належить до VII століття. Перші письмові згадки про дияконію при базиліці Сан Джорджіо належать до понтифікату Захарія (741—752), цей же папа урочисто переніс сюди голову святого Георгія з Латеранського собору і вніс у римський календар день пам'яті Георгія Побідоносця 23 квітня. До перенесення сюди мощей святого Георгія базиліка була присвячена, святому Себастьяну, бездиханне тіло якого, як вважалося, було скинуто у Велику клоаку, гирло якої знаходилося якраз у базиліки. У понтифікат папи Григорія IV (827—844 роки) базиліка була перебудована, до неї була додана абсида (збереглася до наших днів), портик (замінений теперішнім на початку XII століття), а всередині облаштовані мармурові хори (збереглися лише незначні фрагменти, що дозволяють бачити певну схожість з хорами прилеглої церкви Санта Марія ін Космедін). Протягом XII століття в Сан Джорджіо був влаштований презбітерій, піднятий над основним рівнем підлоги, вівтар з конфесією під ним і ківорій, що збереглися практично незмінними досі. У XII столітті до церкви був прибудований сучасний портик, а в першій половині XIII століття — типова романська кампанілла (зруйнована блискавкою і відновлена у 1837 році). Близько 1300 року, за замовленням кардинала Джакопо Стефанескі абсида була прикрашена фрескою, що приписується П'єтро Кавалліні (деякими дослідниками — Джотто). 1704 року архітектор Чіваллі виконав дерев'яну стелю центральної нави. В 1923—1925 році на замовлення і на кошти Луїджі Сінчеро, кардинала-диякона базиліки, була здійснена капітальна реставрація Сан Джорджіо під керівництвом Антоніо Муньоса. Під час реставрації були вилучені всі барокові нашарування, оголена початкова кладка зовнішніх стін, підлога була знижено до початкового рівня. У результаті реставрації Сан Джорджіо ін Велабро набула надзвичайно суворого вигляду типової романської церкви XII—XIII століття.

## Титулярна церква
Після реформи колегії кардиналів, здійсненої Урбаном II (1099—1118), і установи сану кардинала-диякона, Церква святого Юрія у Велабро стала титулярною дияконією. Кардиналом-дияконом з титулярною дияконією Церкви святого Юрія у Велабро з 20 листопада 2010 року є італійський кардинал Джанфранко Равазі.
- Кардинал-диякон Церкви святого Юрія у Велабро

- 1381.12.21 — 1385.05: П'єтро Томачеллі (папа Боніфацій IX)

## Фасад
Оригінальний фасад базиліки, що належить до VII століття, приховано портиком, що отримав свій нинішній вигляд у XIII столітті. Для облаштування портика були застосовані матеріали з більш ранніх будівель: чотири доричних колони і мармурові різьблені блоки, що вінчають кутові пілястри, мають античне походження. Мармуровий фриз портика прикрашений латинським написом, що увічнюють настоятеля церкви і організатора портика Стефана з Стелли. У лівий далекий кут базиліки вбудована типова романська п'ятиярусна кампаніла. Три нижніх яруси кампаніли прикрашені глухими арковими вікнами, розділеними тонкими напівколонами; два верхніх — містять справжні аркові вікна.

Ліва стіна базиліки безпосередньо примикає до античної Арки Обмінників грошей (лат. Arcus argentariorum), присвяченій Септіміусу Северусу, його дружині Юлії Домні і їхнім синам Каракалла і Ґета, і прикрашеної їх зображеннями. Прийшовши до влади, Каракалла вбив свого брата і наказав знищити всі зображення останнього, внаслідок чого фігура Ґети на арці збита.

## Галерея

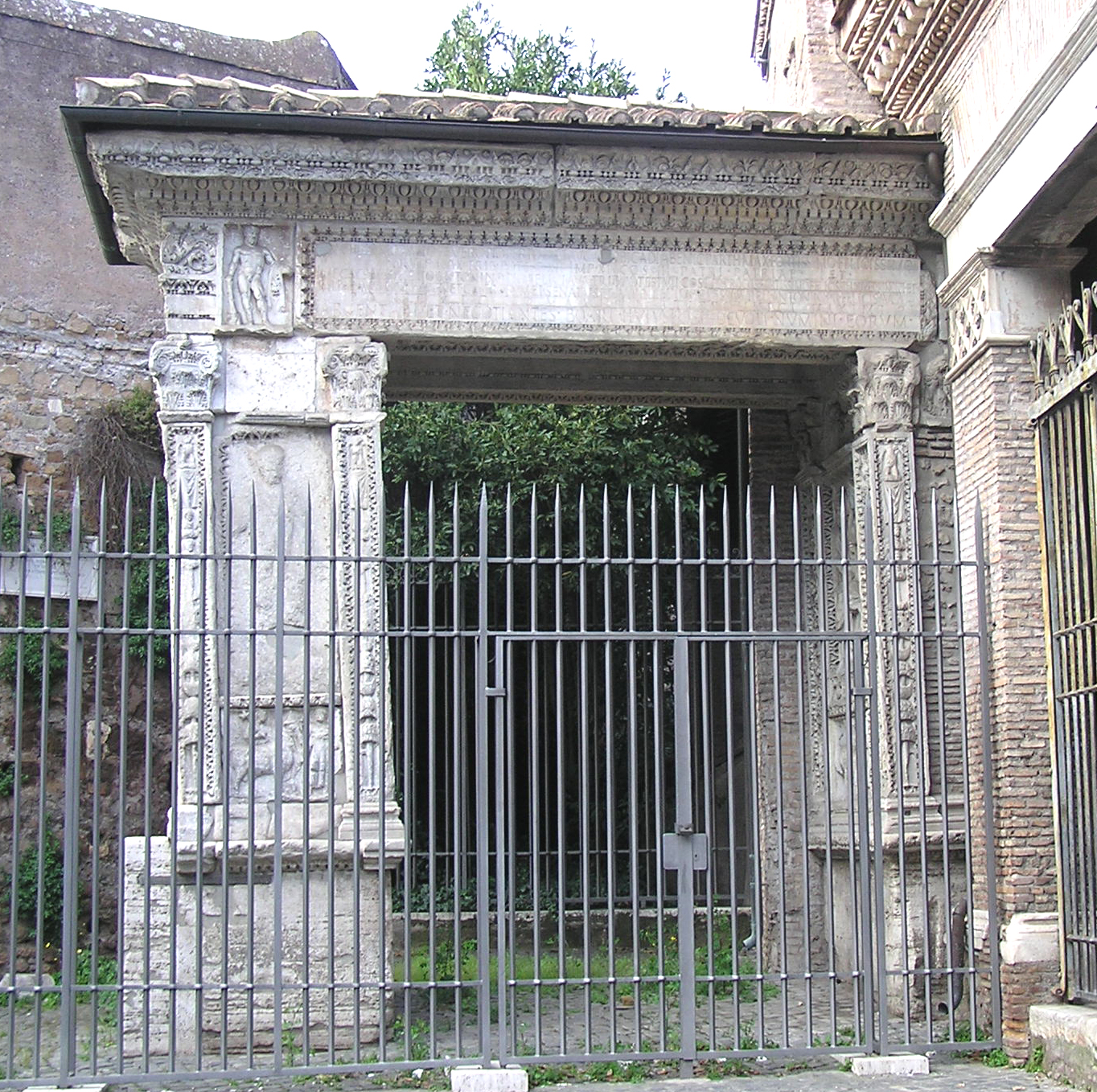
Arcus argentariorum (стіна церкви Сан Джорджіо -  ліворуч)
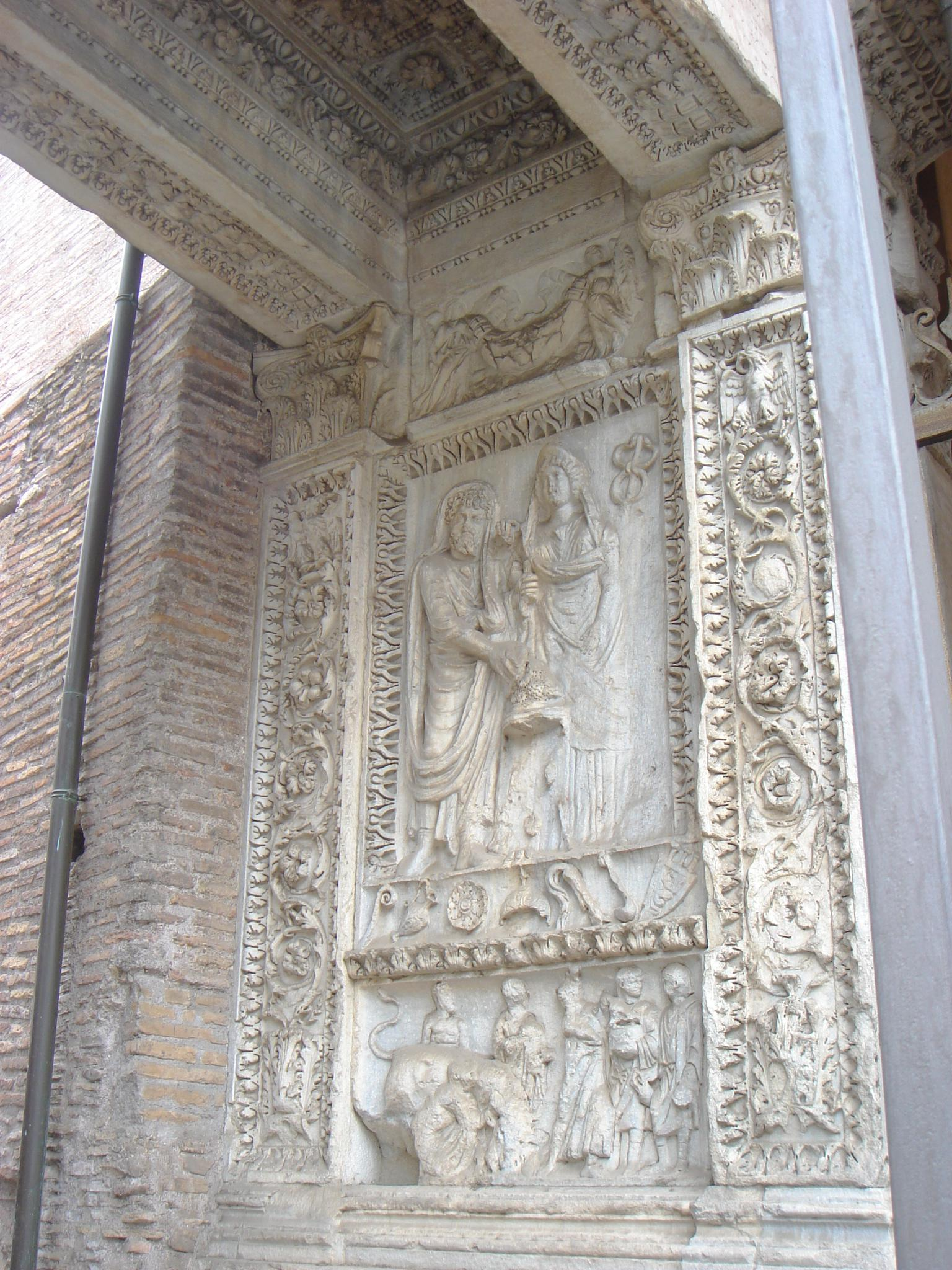
Септіміус Северус та Юлія Домна
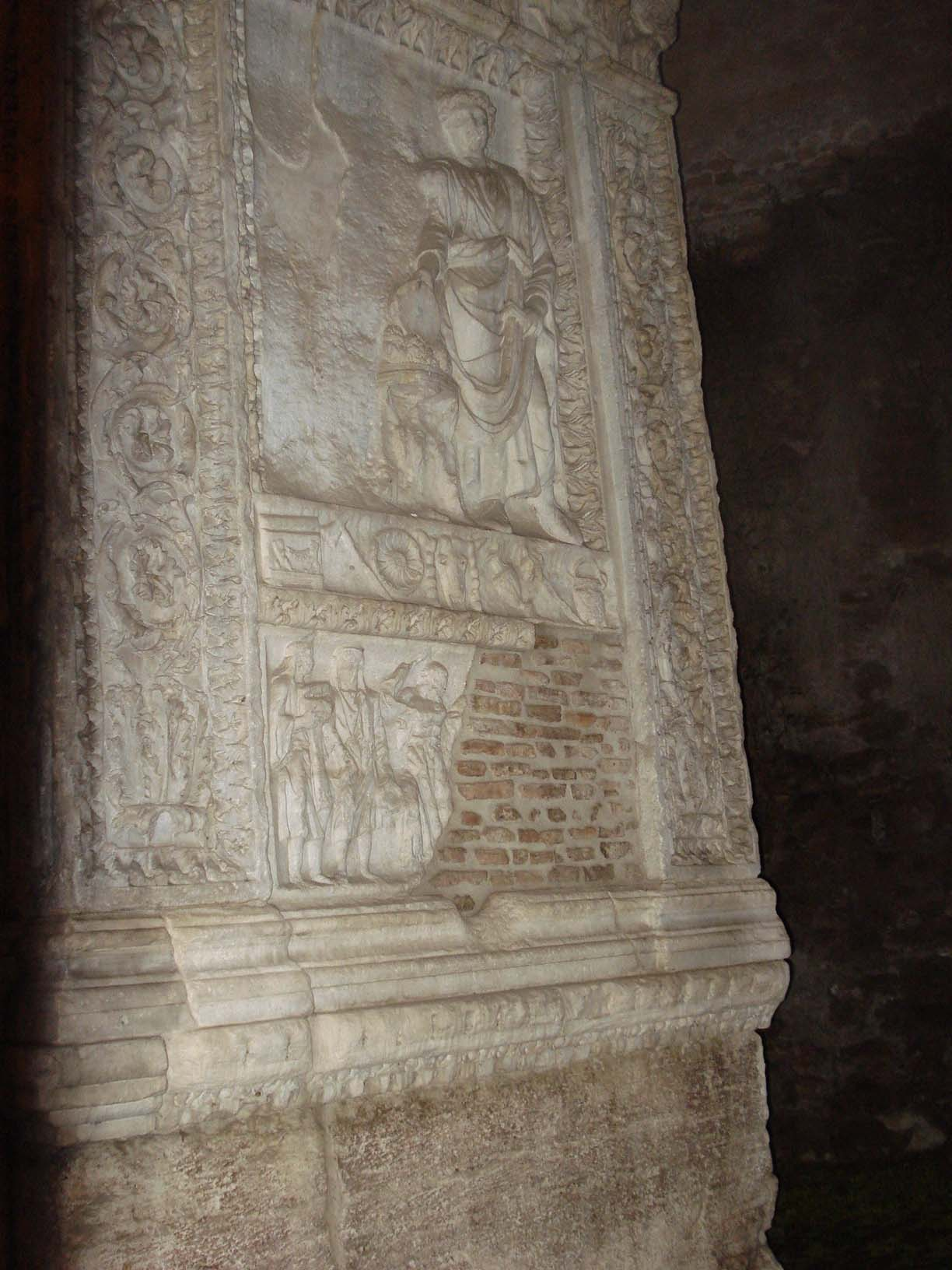
Каракалла і Ґета (зображення Ґети знищено після накладення на нього Damnatio memoriae)
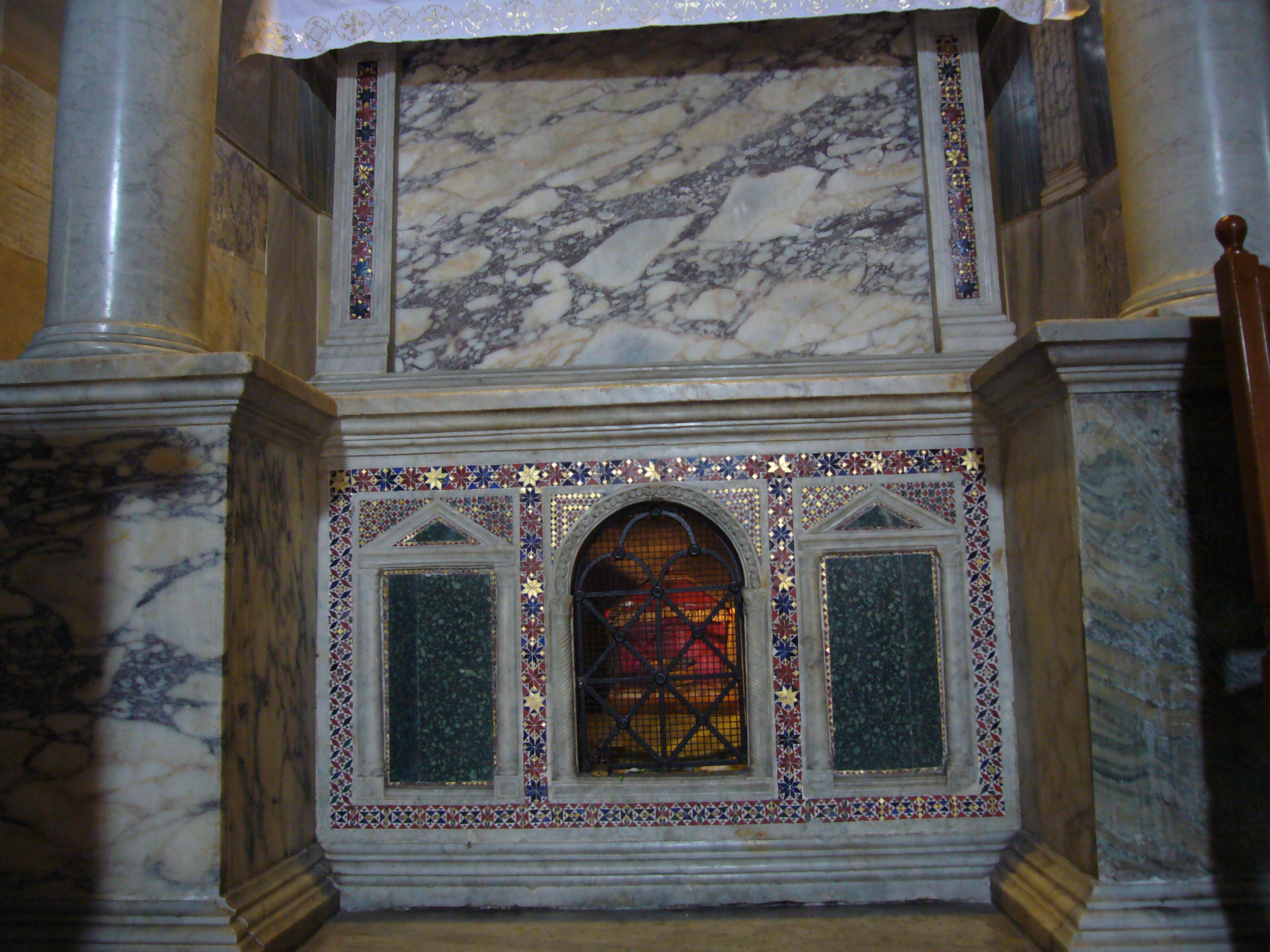
Вівтар і конфесія у стилі косматеско